# Miss Mondo 1963
Miss Mondo 1963, la tredicesima edizione di Miss Mondo, si è tenuta il 7 novembre 1963, presso il Lyceum Theatre di Londra. Il concorso è stato presentato da Michael Aspel. Carole Joan Crawford, rappresentante della Giamaica è stata incoronata Miss Mondo 1963.

## Risultati
| Risultato finale | Concorrente |
| ---------------- | --- |
| Miss Mondo 1963  | - Giamaica - Carole Joan Crawford |
| 2ª classificata  | - Nuova Zelanda - Elaine Miscall |
| 3ª classificata  | - Finlandia - Marja-Liisa Ståhlberg |
| 4ª classificata  | - Danimarca - Aino Korwa |
| 5ª classificata  | - Svezia - Grete Qviberg |
| Finaliste        | - Francia - Muguette Fabris - Regno Unito - Diana Westbury |
| Semifinaliste    | - Brasile - Vera Lúcia Ferreira Maia - Ceylon - Jennifer Anne Fonseka - Colombia - Maria Eugenia Cucalón Venegas - Corea del Sud - Choi Keum-shil - Liberia - Ethel Zoe Norman - Malaysia - Catherine Loh - Stati Uniti - Michele Metrinko |

## Concorrenti
- Argentina - Diana Sarti
- Austria - Sonja Russ
- Belgio - Irène Godin
- Bolivia - Rosario Lopera
- Brasile - Vera Lúcia Ferreira Maia
- Canada - Jane Kmita
- Ceylon - Jennifer Ann Fonseka
- Cile - Maria del Pilar Aguirre
- Cipro - Maro Zorna
- Colombia - Maria Eugenia Cucalón Venegas
- Corea del Sud - Choi Keum-shil
- Danimarca - Aino Korwa
- Finlandia - Marja-Liisa Ståhlberg
- Francia - Muguette Fabris
- Germania - Susie Gruner
- Giamaica - Carole Joan Crawford
- Giappone - Miyako Harada
- Giordania - Despo Drakolakis
- Grecia - Athanasia (Soula) Idromenou
- Irlanda - Joan Power
- Islanda - Maria Ragnarsdóttir
- Israele - Sara Talmi
- Liberia - Ethel Zoe Norman
- Lussemburgo - Catherine Paulus
- Malaysia - Catherine Loh
- Messico - Beatriz Martínez Solórzano
- Nigeria - Gina Onyejiaka
- Nuova Zelanda - Elaine Miscall
- Paesi Bassi - Hanny Ijsbrandts
- Perù - Lucia Buonanni
- Portogallo - Maria Penedo
- Regno Unito - Diana Westbury
- Spagna - Encarnación Zalabardo
- Stati Uniti -  Michele Metrinko
- Sudafrica - Louise Crous
- Suriname - Virginia Blanche Hardjo
- Svezia - Grete Qviberg
- Tunisia - Claudine Younes
- Turchia - Gulseren Kocaman
- Venezuela - Milagros Galindez